# Prix Higashikawa
Le prix Higashikawa (東川賞, Higashikawa-shõ) est une récompense japonaise décernée depuis 1985 dans le domaine de la photographie par la ville d'Higashikawa (Hokkaidō).
Le prix est doté de 500 000 yens pour les lauréats étrangers et japonais. Le prix spécial et le prix espoir sont eux dotés de 300 000 yens.

## Liste des lauréats
| Num. | Année | Photographe étranger    | Photographe japonais       | Photographe espoir | Prix spécial        |
| ---- | ----- | ----------------------- | -------------------------- | ------------------ | ------------------- |
| 1    | 1985  | Joel Sternfeld          | Issei Suda, Keiichi Tahara | [non attribué]     | Yoshihiko Shiga     |
| 2    | 1986  | Lucien Clergue          | Shinoyama Kishin           | Takanobu Hayashi   | Tetsuya Sekiguchi   |
| 3    | 1987  | Joel Meyerowitz         | Ikkō Narahara              | Michiko Kon        | Kōji Kanbe          |
| 4    | 1988  | Lewis Baltz             | Shōji Ueda                 | Eiji Ina           | Minoru Taketazu     |
| 5    | 1989  | Shi Shaohua             | Yūkichi Watabe             | Jun Tsukida        | Masahide Satō       |
| 6    | 1990  | Graciela Iturbide       | Osamu Murai                | Tokihiro Satō      | Kazumi Kurigami     |
| 7    | 1991  | Jan Saudek              | Nobuyoshi Araki            | Takako Minoda      | Gen'ichirō Kakegawa |
| 8    | 1992  | Olivo Barbieri          | Jōji Hashiguchi            | Seiichi Furuya     | Masahisa Fukase     |
| 9    | 1993  | William Yang            | Yutaka Takanashi           | Kō Inose           | Takeo Shimizu       |
| 10   | 1994  | Michel Campeau          | Taku Aramasa               | Mitsuhiko Imamori  | Hiromi Nagakura     |
| 11   | 1995  | Kim Su-nam              | Hiroshi Sugimoto           | Masato Seto        | Tsuneo Hayashida    |
| 12   | 1996  | Gundula Schulze el Dowy | Kikuji Kawada              | Taiji Matsue       | Ikuo Nakamura       |
| 13   | 1997  | Calum Colvin            | Kazuyoshi Machino          | Osamu Kanemura     | Ryōichi Satō        |
| 14   | 1998  | Anthony Hernandez       | Hiroshi Suga               | Takeshi Hosokawa   | Shōjun Tsuyama      |
| 15   | 1999  | Claudio Edinger         | Ishiuchi Miyako            | Miwa Yanagi        | Kunihiko Takada     |
| 16   | 2000  | Chema Madoz             | Naoya Hatakeyama           | Keiko Nomura       | Masakatsu Kubota    |
| 17   | 2001  | Andrejs Grants          | Eikoh Hosoe                | Onodera Yuki       | Kazuemon Hidano     |
| 18   | 2002  | Edwin Zwakman           | Yasumasa Morimura          | Kōji Onaka         | Kensuke Kazama      |
| 19   | 2003  | Guy Tillim              | Ryōichi Saitō              | Kimio Itozaki      | Ruiko Yoshida       |
| 20   | 2004  | Antoine d'Agata         | Yukio Nakagawa             | Akiko Tobu         | Eiichi Kurasawa     |
| 21   | 2005  | Kim Nyung-man           | Hotarō Koyama              | Kenji Kohiyama     | Ryōko Suzuki        |
| 22   | 2006  | Ketaki Seth             | Risaku Suzuki              | Emi Anrakuji       | Osamu Wataya        |
| 23   | 2007  | Manit Sriwanichpoom     | Kunie Sugiura              | Masako Imaoka      | Hiroyuki Yamada     |
| 24   | 2008  | Klaus Mitteldorf        | Asako Narahashi            | Tomoko Sawada      | Yūji Obata          |
| 25   | 2009  | Anne Ferran             | Toshio Shibata             | Naoki Ishikawa     | Keiji Tsuyuguchi    |

| No. | Année  | Photographe étranger      | Photographe japonais | Photographe espoir   | Prix spécial       | Prix Hidano Kazuemon |
| --- | ------ | ------------------------- | -------------------- | -------------------- | ------------------ | -------------------- |
| 26  | 2010.  | Chin-pao Chen             | Keizō Kitajima       | Osamu James Nakagawa | Yoshihiro Hagiwara | Ichirō Kojima.       |
| 27  | 2011.  | Peter Dressler            | Yuki Onodera         | Ken Kitano           | Minoru Okuda       | Shunji Dodo          |
| 28  | 2012,. | Arif Aşçı                 | Taiji Matsue         | Lieko Shiga          | Makiko Ue          | Yoshikazu Minami     |
| 29  | 2013   | Minstrel Kuik Ching Chieh | Rinko Kawauchi       | Ari Hatsuzawa        | Takehiko Nakafuji  | Minoru Yamada        |
| 30  | 2014   | Jorma Puranen             | Rika Noguchi         | Gentaró Išizuka      | Kódži Sakai        | Tazuko Masujama      |
| 31  | 2015   | Anne Noble                | Tokihiro Satō        | Maiko Haruki         | Kazutoši Jošimura  | Kikudžiró Fukušima   |
| 32  | 2016   | Oscar Muñoz               | Taiši Hirokawa       | Jóko Ikeda           | Michael Kenna      | Jošimi Ikemoto       |
| 33  | 2017   | Anna Orłowska             | Seiiči Motohaši      | Sakiko Nomura        | Acuši Okada        | Joširó Koseki        |
| 34  | 2018   | Marian Penner Bancroft    | Tokuko Ušioda        | Erika Jošino         | Eidži Óhaši        | Keisó Tomioka        |